# NAÏVE (大沢誉志幸のアルバム)
『NAÏVE』（ナイーヴ）は、大沢誉志幸の9作目のスタジオ・アルバム。
1992年4月22日にEPIC・ソニーよりリリース。

## 概要
前作から1年半振りのスタジオ・アルバム。
ジャケットは表裏とも大沢の顔のアップ写真。
大村雅朗が1984年以来、8年振りに大沢の楽曲アレンジを担当。

## 収録曲
全曲　作詞：朝水彼方　作曲：大沢誉志幸
1. 寝返り GET YOU BACK（5:47）
  - 編曲：大村雅朗
2. 忘れられなくて（4:43）
  - 編曲：大村雅朗with大沢誉志幸
3. パリ行405便（5:50）
  - 編曲：大沢誉志幸&小滝満
4. naïve（5:48）
  - 編曲：大沢誉志幸&小滝満
5. ついてこいよ（5:19）
  - 編曲：大沢誉志幸&小滝満
6. WEEKEND は夏の匂い（4:35）
  - 編曲：大村雅朗
7. HUSKY‐君の悲鳴を聞くために（5:44）
  - 編曲：大村雅朗
8. 逃走迷路（6:25）
  - 編曲：大沢誉志幸&小滝満
9. LOVER MANが聴こえる（5：22）
  - 編曲：大村雅朗